# Trini Cornellana Puigarnau
Trini Cornellana Puigarnau   (Sant Ramon, 6 de març de 1950) és una alpinista i metgessa catalana resident a Oiartzun. Va participar en expedicions organitzades als anys 1970 i 1980 en què va treballar com a metgessa d'expedició. Va ser la primera dona a escalar el mont Shakhaur, a la serralada de l'Hindu Kush, en el que va ser el primer setmil aconseguit per una expedició del País Basc, i la segona dona de l'estat a ascendir a més de 7.000 msnm.

## Trajectòria

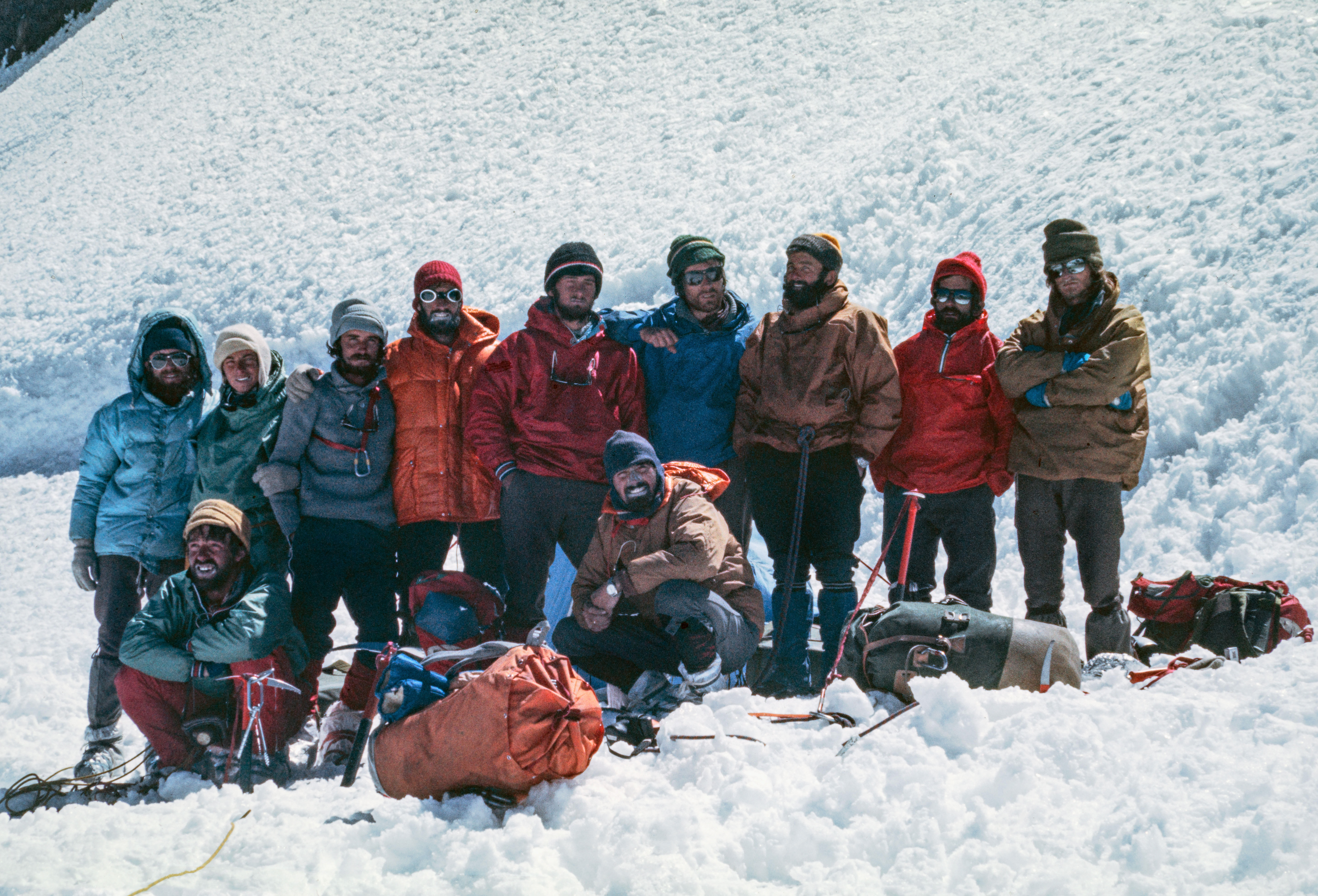
Al camp base de Mount Shakaur (1976)

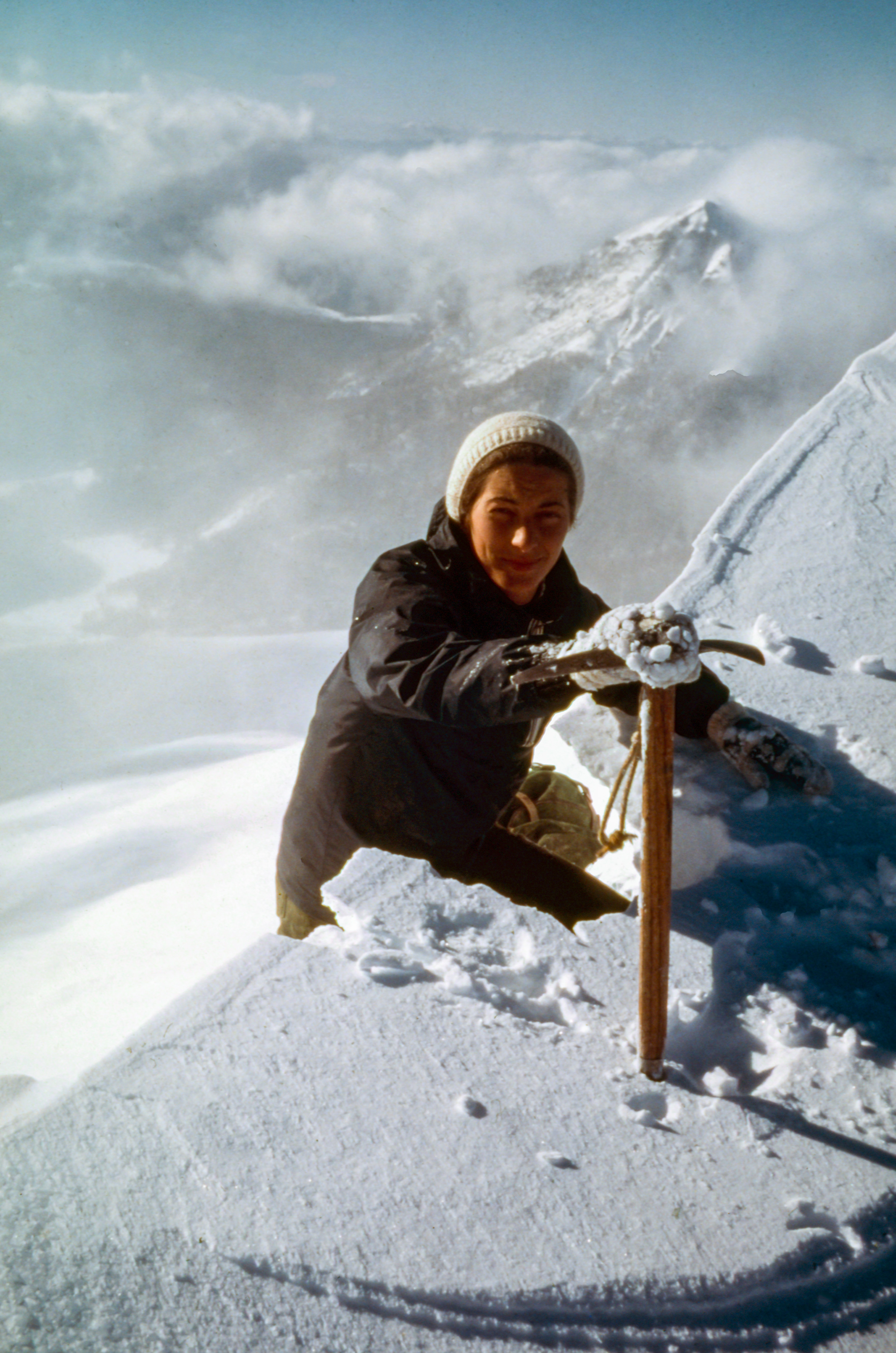
Trini als Pirineus (La Espata, 1973)

Es va aficionar al muntanyisme al traslladar-se a Pamplona per a estudiar medicina. Les seves primeres sortides van ser amb el grup de muntanya d'una escola de monges. L'equip estava format només per dones i en el camí anaven en silenci. Més endavant, amb Xabier Garaioa va començar a escalar a Etxauri, a caminar amb grampons al Pirineu a l'hivern i als Alps a l'estiu.
El 1976 va pujar la muntanya Shakhauri (7116 m) amb una expedició navarresa pel costat nord-est. Va ser el primer set mil en la història de l'alpinisme basc. En l'expedició van participar Gregorio Ariz, Javier Garreta, Abel Alvira, Leandro Arbeloa, Julián Ayucar, Iñaki Aldaia, Gerardo Plaza, Javi Pastor, Julián Lasterra i Jabier Garaioa. Van sortir de Pamplona el 15 de juny, van travessar Europa en Land Rover per a arribar a Afganistan setze dies després, i van requerir dos dies més per a arribar des de Kabul fins al camp base. Després d'aclimatar-se durant dues setmanes, van necessitar cinc dies per fer el cim. Arran d'un accident, Leandro Arbeloa va morir i Gerardo Plaza va resultar ferit. Alguns membres de l'expedició, amb l'ajuda d'alguns alpinistes polonesos, van aconseguir fer baixar Gerardo Plaza amb seguretat de la muntanya. Trini Cornellana va arribar al cim en el segon grup.
Durant el 1977 va viatjar a les muntanyes de l'Ahaggar, a la serralada de l'Atles i va escalar cims dels Alps com ara el Mont Blanc, Mont Maudit, Mont Blanc de Tacul, Dent du Géant, Aiguille de Midi i Tour Ronde. El 1979, una expedició va sortir des de Pamplona amb l'objectiu de pujar el Dhaulagiri (8.167 m) pel vessant nord-est. Cornellana hi va participar com a metge i alpinista. El 12 de maig els quatre darrers alpinistes van arribar al cim juntament amb el xerpa Ang Rita, havent assolit el primer vuitmil basc.
El 1980 va viatjar als Andes on va escalar el Nevado Pisco (5752 m), el Chopicalqui (6354 m) i l'Huascarán (6768 m). El 1987 va participar com a metge i alpinista en l'expedició de l'Everest del programa Al filo de lo imposible, juntament amb l'alpinista Juanjo San Sebastian, però no van fer el cim a causa del mal temps. El 1988 va completar la travessa de Lapònia amb esquís de fons i trineu: partint de la ciutat de Neiden al nord-est, va arribar en vint-i-un dies a Storslett, a la costa de Noruega.
Després de 45 anys, els navarresos Luis Arrieta, Daniel Burgui i Jesús Iriarte van realitzar la pel·lícula Mendiak 1976, que recull els fets de l'expedició de 1976 al Shakhaur. El documental va rebre el premi del públic i el de millor pel·lícula al Bilbao Mendi Film Festival.